# Jaromír Havlík
Jaromír Havlík (* 17. května 1950 v Liberci) je český pedagog a muzikolog.
Studoval hudební vědu a obecnou historii na Filozofické fakultě Univerzity Karlovy v Praze (1969 až 1974), muzikologické studium doplnil v letech 1975 až 1976 postgraduálním kurzem hudební teorie na Hudební fakultě AMU v Praze. V letech 1975 až 1976 byl zaměstnán v koncertní agentuře FOK, byl také vědeckým pracovníkem Ústavu pro teorii a dějiny umění, později Ústavu pro hudební vědu Akademie věd ČR. Od roku 1998 působí na celý úvazek na Hudební fakultě AMU, kde byl v letech 2004 až 2014 vedoucím Katedry teorie a dějin hudby. Od února 2014 je proděkanem pro pedagogickou činnost, vědu a výzkum tamtéž.